# Nedre Eiker
Nedre Eiker is een voormalige gemeente in de Noorse provincie Buskerud. De gemeente telde 24.718 inwoners in januari 2017. Mjøndalen was het administratieve centrum. Op 1 januari 2020 werd Nedre Eiker opgenomen in de gemeente Drammen, die werd opgenomen in de op diezelfde dag gevormde provincie Viken.

## Geboren
- Lars Korvald (1916-2006), politicus

Berger · Drammen · Jordbrekkskogen · Gulskogen · Nedre Eiker · Nesbygda · Konnerud · Pukerud · Skoger · Stubberud · Svelvik · Tangen
Ål · Drammen · Flå · Flesberg · Gol · Hemsedal · Hol · Hole · Kongsberg · Krødsherad · Lier · Modum · Nesbyen · Nore og Uvdal · Øvre Eiker · Ringerike · Rollag · Sigdal

Voormalige gemeente: Hurum · Nedre Eiker · Røyken